# Asociación de Hispanistas de Rusia

La Asociación de Hispanistas de Rusia (AHR) (en ruso: Ассоциация испанистов России), es una organización sociocultural interregional y profesional destinada a las diversas actividades y convocatorias que cuyo objetivo principal es promover la cultura hispana en Rusia, como el estudio de la lengua española, la literatura y sus manifestaciones artísticas y científicas. La AHR fue fundada el 9 de febrero de 1994, durante la celebración de la I Conferencia de Hispanistas de Rusia. Tiene su sede en la Universidad Estatal Lingüística de Moscú. La presidía Serguéi Goncharenko, el nombre prestigiosísimo del padre de toda una generación de hispanistas rusos. En la actualidad, la Asociación de Hispanistas de la federación cuenta con el apoyo de la Academia de Ciencias; los estudios hispanoamericanos también experimentan un gran incremento. En el año 2003 un recuento no exhaustivo reveló el número de unos cuatro mil estudiantes de español en las universidades. Entre los hispanistas destacados pueden citarse, sólo en el siglo XX, Fiódor Kelyin, el editor del primer diccionario español-ruso; Inna Tyniánova, hija de Yuri Tiniánov; Anatoli Geleskul, Serguéi Goncharenko, Venedikt Vinográdov, Pável Grushkó, Natalia Fírsova, Borís Dubin, los académicos Yuri Karaúlov, Alexandr Chubarián, Alexandr Kolóshenko, Víctor Andréyev, Vladímir Vasíliev, Natalia Miod, Natalia Mijéyeva, Svetlana Piskunova y Vsévolod Bagno entre otros muchos no menos importantes. Recientemente, además, se ha fundado un Círculo Hernandiano Ruso particularmente activo y consagrado a estudiar la obra de Miguel Hernández, quien visitó la URSS en septiembre de 1937.